# Etiopia na Letnich Igrzyskach Olimpijskich 1980
Etiopia na Letnich Igrzyskach Olimpijskich 1980 była reprezentowana przez 41 zawodników (39 mężczyzn, 2 kobiety) w 3 dyscyplinach sportowych.

## Występy reprezentantów Etiopii

### Boks
- Beruk Asafaw - waga papierowa - 17. miejsce
- Tadesse Haile - waga lekka - 17. miejsce
- Ayele Mohamed - waga kogucia - 9. miejsce
- Leoul Neeraio - waga piórkowa - 9. miejsce
- Seifu Retta - waga lekkośrednia - 17. miejsce
- Kebede Sahilu - waga półśrednia - 9. miejsce
- Ebrahim Saide - waga musza - 17. miejsce
- Hassan Sherif - waga musza - 9. miejsce

### Kolarstwo
- Zeragaber Gebrehiwot - kolarstwo szosowe - DNF
- Jemal Rogora - kolarstwo szosowe - DNF
- Tilahun Woldesenbet - kolarstwo szosowe - DNF
- Musse Yohannes - kolarstwo szosowe - DNF
- Drużynowo (Haile Micael Kedir, Ayele Mekonnen, Tadesse Mekonnen, Tilahun Alemayehu) - 23. miejsce

### Lekkoatletyka

#### Mężczyźni
- Miruts Yifter - 5 000 m - 1. miejsce, 10 000 m - 1. miejsce
- Mohamed Kedir - 5 000 m - 12. miejsce, 10 000 m - 3. miejsce
- Eshetu Tura - 3 000 m z przeszkodami - 3. miejsce
- Moges Alemayehu - maraton - 24. miejsce
- Kassa Balcha - 1 500 m - nie dotarł do finału
- Kebede Balcha - maraton - DNF
- Nigusse Bekele - 800 m - nie dotarł do finału, 1 500 m - nie dotarł do finału
- Atre Bezabeh - 800 m - nie dotarł do finału
- Milkessa Chalchisa - rzut oszczepem - 18. miejsce
- Asfaw Deble - 400 m - nie dotarł do finału
- Abebe Gessese - skok w dal - 29. miejsce
- Tolossa Kotu - 10 000 m - 4. miejsce
- Yadessa Kuma - trójskok- 21. miejsce
- Tekeste Mitiku - chód 20 km - 23. miejsce
- Yohannes Mohamed - 5 000 m - 10. miejsce
- Dereje Nedi - maraton - 7. miejsce
- Hunde Toure - chód 20 km - 16. miejsce
- Besha Tuffa - 100 m - nie dotarł do finału, 200 m - nie dotarł do finału
- Girma Wolde-Hana - 3 000 m przez płotki - nie dotarł do finału
- Hailu Wolde-Tsadik - 3 000 m przez płotki - nie dotarł do finału
- Abebe Zerihun - 800 m - nie dotarł do finału
- Haile Zeru - 1 500 m - nie dotarł do finału
- Drużynowo (Besha Tuffa, Kumela Fituma, Asfaw Deble, Atre Bezabeh) - nie dotarli do finału

#### Kobiety
- Fantaye Sirak - 800 m - nie dotarła do finału
- Amsale Woldegibriel - 1 500 m - nie dotarła do finału

## Źródła
- Ethiopia at the 1980 Summer Olympics. Olympedia. [dostęp 2020-10-24]. (ang.).